# Pozon
Le Pozon est une rivière française, qui coule dans les départements de l'Indre et du Cher, en région Centre-Val de Loire.

## Géographie
Longue de 17,5 km, elle prend sa source dans le département de l'Indre, à 184 m d'altitude, vers Vatan. Son confluent avec le Fouzon, se trouve près de la commune de Saint-Outrille, dans le département du Cher.

## Hydrologie
La rivière ne possède pas d’affluent.

## Loisirs

### Pêche et poissons
Le cours d'eau est de deuxième catégorie ; les poissons susceptibles d’être péchés sont : ablette, barbeau commun, black-bass à grande bouche, brème, brochet, carassin, gardon, goujon, perche, poisson-chat, rotengle, sandre, silure et tanche.